# Campionati italiani cadetti di atletica leggera
I campionati italiani cadetti di atletica leggera, noti anche come campionati italiani individuali under 16 e fino al 2004 denominato Criterium cadetti sono una manifestazione nazionale organizzata dalla FIDAL che si disputa ogni anno in Italia. Oltre alla singola competizione individuale, si svolgono anche i campionati italiani cadetti su pista per regioni, che decretano la regione italiana più forte dell’anno nelle gare di atletica under 16 su pista.

## Gare

### Velocità
- 80 metri piani
- 300 metri piani
- staffetta 4x100 metri

### Ostacoli
- 80 metri ostacoli (0.76h - 8.00m) cadette
- 100 metri ostacoli (0.84h 8.50m) cadetti
- 300 metri ostacoli (0.76)

### Mezzofondo
- 1000 metri
- 2000 metri
- 1200 metri siepi (76,2 cm) (dal 2014)

### Salti
- Salto in alto
- Salto in lungo
- Salto con l'asta
- Salto triplo

### Lanci
- Lancio del martello (3 kg) cadette
- Lancio del martello (4 kg) cadetti
- Lancio del giavellotto (400 g) cadette
- Lancio del giavellotto (600 g) cadetti
- Lancio del disco (1 kg) cadette
- Lancio del disco (1,5 kg) cadetti
- Getto del peso (3 kg) cadette
- Getto del peso (4 kg) cadetti

### Prove multiple
- Pentathlon (80hs, alto, giavellotto, lungo, 600 m) cadette
- Pentathlon (100hs, lungo, giavellotto, alto, 1000 m) cadetti (fino al 2014)
- Esathlon (100hs, lungo, giavellotto, alto, disco, 1000 m) cadetti (dal 2015)

### Cross
- 2 km corsa campestre cadette
- 3 km corsa campestre cadetti

### Strada
- 2 km strada cadette
- 3 km strada cadetti

### Montagna
- 2 km montagna (circa) cadette
- 3 km montagna (circa) cadetti

### Marcia
- 3000 metri marcia su pista cadette
- 4000 metri marcia su pista cadetti (fino al 2013)
- 5000 metri marcia su pista cadetti (dal 2013)
- 4 km marcia su strada cadette
- 6 km marcia su strada cadetti

## Edizioni
| Edizione | Anno | Città                     | Periodo                | Sede                                  |
| -------- | ---- | ------------------------- | ---------------------- | ------------------------------------- |
| 1ª       | 1974 | Pescara                   | 27 ottobre             |                                       |
| 2ª       | 1975 | Jesolo, (VE)              | 26 ottobre             |                                       |
| 3ª       | 1976 | Fano, (PE)                | dal 9 al 10 ottobre    |                                       |
| 27ª      | 2000 | Fano                      |                        |                                       |
| 28ª      | 2001 | Isernia                   |                        |                                       |
| 29ª      | 2002 | Formia                    |                        |                                       |
| 30ª      | 2003 | Orvieto                   |                        |                                       |
| 31ª      | 2004 | Abano Terme               |                        |                                       |
| 32ª      | 2005 | Bisceglie                 | dal 7 al 9 Ottobre     |                                       |
| 33ª      | 2006 | Bastia Umbra              | dal 16 al 17 Settembre |                                       |
| 34ª      | 2007 | Ravenna                   | dal 12 al 14 ottobre   |                                       |
| 35ª      | 2008 | Roma                      | dal 10 al 12 ottobre   |                                       |
| 36ª      | 2009 | Desenzano del Garda, (BS) | dal 9 all'11 ottobre   | Stadio Francesco Ghizzi               |
| 37ª      | 2010 | Cles, (TN)                | dal 8 al 10 ottobre    | Centro per lo sport e il tempo libero |
| 38ª      | 2011 | Jesolo, (VE)              | dal 7 al 9 ottobre     | Stadio Armando Picchi                 |
| 39ª      | 2012 | Jesolo, (VE)              | dal 5 al 7 ottobre     | Stadio Armando Picchi                 |
| 40ª      | 2013 | Jesolo, (VE)              | dal 12 al 13 ottobre   | Stadio Armando Picchi                 |
| 41ª      | 2014 | Borgo Valsugana, (TN)     | dall'11 al 12 ottobre  | Centro polisportivo Borgo Valsugana   |
| 42ª      | 2015 | Sulmona, (AQ)             | dal 10 all'11 ottobre  | Stadio Nicola Serafini                |
| 43ª      | 2016 | Cles, (TN)                | dal 8 al 9 ottobre     | Centro per lo sport e il tempo libero |
| 44ª      | 2017 | Cles, (TN)                | dal 7 all'8 ottobre    | Centro per lo sport e il tempo libero |
| 45ª      | 2018 | Rieti                     | dal 6 al 7 ottobre     | Stadio Raul Guidobaldi                |
| 46ª      | 2019 | Forlì, (FC)               | dal 5 al 6 ottobre     | Campo scuola comunale C. Gotti        |
| 47ª      | 2020 | Forlì, (FC)               | dal 3 al 4 ottobre     | Campo scuola comunale C. Gotti        |
| 48ª      | 2021 | Parma                     | dal 2 al 3 ottobre     | Stadio Lauro Grossi                   |
| 49ª      | 2022 | Caorle, (VE)              | dal 1 al 2 ottobre     | Stadio Giovanni Chiggiato             |
| 50ª      | 2023 | Caorle, (VE)              | dal 7 all'8 ottobre    | Stadio Giovanni Chiggiato             |
| 51ª      | 2024 | Caorle, (VE)              | dal 5 al 6 ottobre     | Stadio Giovanni Chiggiato             |
| 52ª      | 2025 | Viareggio                 | dal 4 al 5 ottobre     | Stadio Torquato Bresciani             |

## Record dei campionati

### Maschili
| Specialità                     | Prestazione | Atleta                            | Regione        | Data            | Edizione | Luogo           | Note             |
| ------------------------------ | ----------- | --------------------------------- | -------------- | --------------- | -------- | --------------- | ---------------- |
| 80 m                           | 8"92        | Federico Dicati                   | Veneto         | 3 ottobre 2020  | 47       | Forlì           |                  |
| 300 m                          | 35″12       | Davide Re                         | Piemonte       | 11 ottobre 2008 | 35       | Roma            |                  |
| 1000 m                         | 2’31″99     | Mattia Martin                     | Lombardia      | 6 ottobre 2024  | 51       | Caorle          |                  |
| 2000 m                         | 5'28"36     | Alessandro Santangelo             | Toscana        | 7 ottobre 2023  | 50       | Caorle          |                  |
| 1200 st                        | 3'13"96     | Valerio Ciaramella                | Lazio          | 8 ottobre 2023  | 50       | Caorle          | Record nazionale |
| 100 m ostacoli (84.0 cm)       | 12"77       | Damiano Dentato                   | Lazio          | 5 ottobre 2019  | 46       | Forlì           | Record nazionale |
| 300 m ostacoli (76.0 cm)       | 37"57       | Valerio Tagliaferri               | Emilia-Romagna | 8 ottobre 2023  | 50       | Caorle          |                  |
| Salto in alto                  | 2,07 m      | Filippo Lari                      | Toscana        | 7 ottobre 2012  | 39       | Jesolo          |                  |
| Salto con l'asta               | 4,80 m      | Gabriele Belardi                  | Puglia         | 6 ottobre 2024  | 51       | Caorle          | U16              |
| Salto in lungo                 | 7,52 m      | Andrew Howe                       | Lazio          | 7 ottobre 2000  | 27       | Fano            |                  |
| Salto triplo                   | 14,61 m     | Tobia Bocchi                      | Emilia-Romagna | 6 ottobre 2012  | 39       | Jesolo          |                  |
| Getto del peso (5 kg)          | 19,40 m     | Carmelo Alessandro Musci          | Puglia         | 8 ottobre 2016  | 43       | Cles            |                  |
| Lancio del disco (1.5 kg)      | 51,36 m     | Andrea Caiaffa                    | Veneto         | 3 ottobre 2010  | 37       | Rovigo          |                  |
| Lancio del martello (4 kg)     | 66,38 m     | Omar Chirico                      | Lazio          | 11 ottobre 2014 | 41       | Borgo Valsugana |                  |
| Lancio del giavellotto (600 g) | 66,28 m     | Antonio di Palma                  | Campania       | 6 ottobre 2024  | 51       | Caorle          |                  |
| Esathlon                       | 5000 punti  | Alessandro Sion                   | Toscana        | 8 ottobre 2017  | 44       | Cles            | Record nazionale |
| Marcia 5000 m (pista)          | 22'03"14    | Riccardo Rabai                    | Toscana        | 5 ottobre 2024  | 51       | Caorle          |                  |
| 4×100 m                        | 42"32       | Artuso, Pino, Cecchetti, Galbieri | Veneto         | 12 ottobre 2008 | 35       | Roma            | Record nazionale |

### Femminili
| Specialità                     | Prestazione | Atleta                                                           | Nazione               | Data            | Edizione | Luogo           | Note             |
| ------------------------------ | ----------- | ---------------------------------------------------------------- | --------------------- | --------------- | -------- | --------------- | ---------------- |
| 80 m                           | 9"42        | Kelly Doualla                                                    | Lombardia             | 5 ottobre 2023  | 51       | Caorle          |                  |
| 300 m                          | 39"04       | Margherita Castellani                                            | Umbria                | 8 ottobre 2023  | 50       | Caorle          |                  |
| 1000 m                         | 2’51″61     | Monica Perpignano                                                | Sardegna              | 6 ottobre 1985  | 12       | Roma            |                  |
| 2000 m                         | 6’14″77     | Francesca Tommasi                                                | Veneto                | 12 ottobre 2013 | 40       | Jesolo          |                  |
| 1200 st                        | 3’48″57     | Giulia Leonardi                                                  | Emilia-Romagna        | 12 ottobre 2014 | 41       | Borgo Valsugana |                  |
| 80 m ostacoli (76.0 cm)        | 11″00       | Alessia Succo                                                    | Lombardia             | 5 ottobre 2024  | 51       | Caorle          | Record nazionale |
| 300 m ostacoli (76.0 cm)       | 43″52       | Elisa Valensin                                                   | Lombardia             | 2 ottobre 2022  | 49       | Caorle          |                  |
| Salto in alto                  | 1.81 m      | Alessia Trost                                                    | Friuli-Venezia Giulia | 10 ottobre 2008 | 35       | Roma            |                  |
| Salto con l'asta               | 3.70 m      | Great Nnachi                                                     | Piemonte              | 6 ottobre 2019  | 46       | Forlì           | = U16            |
| Salto in lungo                 | 6.03 m      | Poko Silvia Canape                                               | Piemonte              | 7 ottobre 2023  | 50       | Caorle          |                  |
| Salto triplo                   | 12.67 m     | Ottavia Cestonaro                                                | Veneto                | 9 ottobre 2010  | 37       | Cles            |                  |
| Getto del peso (3 kg)          | 16.80 m     | Sydney Giampietro                                                | Lombardia             | 9 ottobre 2014  | 41       | Borgo Valsugana |                  |
| Lancio del disco (1 kg)        | 43,70 m     | Beatrice Stagnaro                                                | Marche                | 11 ottobre 2024 | 51       | Caorle          |                  |
| Lancio del martello (3 kg)     | 60,89 m     | Rachele Mori                                                     | Toscana               | 6 ottobre 2018  | 45       | Rieti           |                  |
| Lancio del giavellotto (500 g) | 59,20 m     | Carolina Visca                                                   | Lazio                 | 11 ottobre 2015 | 42       | Sulmona         |                  |
| Pentathlon                     | 4668 punti  | Greta Brugnolo                                                   | Veneto                | 7 ottobre 2018  | 45       | Rieti           |                  |
| Marcia 3000 m (pista)          | 13'16″67    | Noemi Stella                                                     | Lazio                 | 5 ottobre 2012  | 39       | Jesolo          |                  |
| 4×100 m                        | 46"41       | Camilla Barberi, Federica Chiappani, Gaia Lavezzo, Kelly Doualla | Lombardia             | 5 ottobre 2012  | 51       | Jesolo          | U16              |